# Greppaminni
Greppaminni (del nórdico antiguo: ayuda para la memoria del poeta) fue una forma métrica de composición en la poesía escáldica que se caracteriza principalmente por el uso de preguntas y respuestas, por lo que en ocasiones no parece realmente métrica sino una forma de estilo. La primera mitad del poema se compone de cuatro estrofas paralelas como preguntas, y la segunda mitad las correspondientes cuatro respuestas.
Aparece principalmente en poemas como Hattatal de Snorri Sturluson y Háttalykill inn forni.